# Yi Sun-sin
Yi Sun-sin (kor. 리순신, 이순신, chiń. 李舜臣), ur. 28 kwietnia 1545 w Hanseong, zm. 16 grudnia 1598) – koreański wojskowy, dowódca floty podczas wojny japońsko-koreańskiej.

## Życiorys
Był trzecim synem Yi Junga i Chogye Byeong, pochodzących z arystokratycznej, lecz zubożałej rodziny. Ze względu na sytuację ekonomiczną rodziców wyjechał do Asan, gdzie mieszkali jego krewni ze strony matki. W młodości interesował się konfucjanizmem. Jako 21-latek ożenił się z kobietą z sąsiedniego miasta, mieli trzech synów i córkę. W tym czasie zaczął też naukę sztuki wojskowej.
W 1572 roku przystąpił do egzaminu wojskowego, którego nie zdał, ze względu na upadek z konia i złamanie nogi. Kolejne podejście do egzaminu, w 1576 roku, zakończyło się pozytywnie.
Służył w armii w różnych miejscach i rodzajach wojsk. Przed wybuchem wojny japońsko-koreańskiej (1592–1598) został dowódcą floty morskiej. Przypisuje mu się znaczny wkład w zaprojektowanie geobukseonów, okrętów przypominających późniejsze okręty pancerne. Jedną z pierwszych bitew, w których brał udział była bitwa morska przy porcie Okp’o w 1592 roku. Odniesione w niej zwycięstwo pozwoliło mu awansować do stopnia odpowiadającego admirałowi.
Podczas bitwy pod Myeongnyang, 26 października 1597, dowodzona przez niego flota, została zaatakowana przez przeważające siły japońskie. Strategia polegająca na wciągnięciu Japończyków w wąski przesmyk, pozwoliła na zadanie im znacznych strat i zwycięstwo.
Jednym z ostatnich starć w trakcie wojny japońsko-koreańskiej była bitwa morska pod Noryang, która miała miejsce 16 grudnia 1598. W jej trakcie Yi Sun-sin został postrzelony z muszkietu i zmarł.

## Upamiętnienie
Jego wizerunek został umieszczony na południowokoreańskich monetach obiegowych o nominale 100 wonów bitych w latach 1970-2017.